# Albaredo per San Marco
Albaredo per San Marco là một đô thị ở tỉnh Sondrio trong vùng Lombardia của Italia, có vị trí khoảng 80 km về phía đông bắc của Milano và khoảng 25 km về phía tây nam của Sondrio. Vào ngày 31 tháng 12 năm 2004, đô thị này có dân số 400 người và có diện tích là 18,2 km².
Albaredo per San Marco giáp các đô thị: Averara, Bema, Mezzoldo, Morbegno, Talamona, Tartano.